# Giuseppe Jappelli

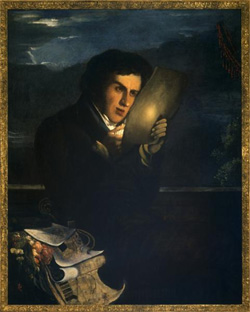
Michele Fanoli, Retrato de Giuseppe Jappelli (1783-1852)

Giuseppe Jappelli (Venecia, 14 de mayo de 1783 - ídem, 8 de mayo de 1852) fue un arquitecto e ingeniero italiano. De formación neoclásica, estudió en la Accademia Clementina de Bolonia. Trabajó como ingeniero militar al servicio de Eugène de Beauharnais. Durante un viaje por Francia y Gran Bretaña (1836-1837) contactó con las corrientes arquitectónicas europeas, especializándose en arquitectura paisajística y jardinería. Sus obras principales se efectuaron en Padua: el Matadero (1812-1824, actual Instituto de Arte), la Cárcel (1822), la Ciudad Universitaria (1824), la Logia Amulea (1825) y el Caffè Pedrocchi (1826-1831); parques y jardines: Jardín Sommi en Torre de' Picenardi (1814), Villa Vigodarzere en Saonara (1816), Villa Torlonia en Roma (1838-1840).